# Orgilus neotropicus
Orgilus neotropicus är en stekelart som beskrevs av Van Achterberg 1987. Orgilus neotropicus ingår i släktet Orgilus och familjen bracksteklar. Inga underarter finns listade i Catalogue of Life.